# Ròmul Bosch i Alsina
Ròmul Bosch i Alsina (català: Ròmul Bosch)  (Calella, 1846 - Barcelona, febrer 1923) fou un metge, polític i navilier català.

## Biografia
Era fill de Fèlix Bosch i Pausas, natural de Tordera i Petronil·la Alsina, de Palafolls. El 1867 va marxar a Santo Domingo, on treballà en una casa de comerç, i d'allí marxà a l'Havana (Cuba), on es dedicà a l'exportació a la península. El 1876 va tornar a Catalunya, on es dedicà a l'exportació de vins i el 1884 va fundar les Companyies Crèdit i Docks i la Naviera Pinillos, que feia la travessia a Cuba. El 1891 va fer construir un edifici a la Plaça de Catalunya cantonada amb la Ronda de la Universitat. El 1899 va crear la Companyia Anònima Tibidabo amb Salvador Andreu i Grau, Teodor Roviralta i Romà Macaya i Gibert, que desenvoluparia el futur Parc d'Atraccions.
Va ser president de la Junta d'Obres del Port de Barcelona de 1900 a 1904 i de 1906 a 1923. Durant aquest temps va iniciar les obres d'ampliació i modernització, i el 1905 fou el responsable del disseny del Port Vell. A les eleccions generals espanyoles de 1899 i 1910 fou elegit diputat pel Partit Liberal i de juliol a desembre de 1905 fou alcalde de Barcelona. Fou pare d'Alexandre Bosch i Catarineu. Va reunir una important col·lecció numismàtica que el 1920 va cedir a l'Arxiu Històric de Barcelona.
Casat l'any 1881 amb Maria dels Àngels Catarineu i Ferran, van ser pares d'Alexandre, Ròmul, Maria dels Àngels, Maria dels Reis i Maria de la Mercè Bosch i Catarineu, que seria àvia de Lorenzo i Mercedes Milà. Una rebesneta seva, Lolita Bosch, va fer una novel·la basada en la seva història i els seus descendents.